# Геррен ап Костянтин
Геррен Південний (Геррен ап Костянтин; корн. Gerren rac Denau, Gerren ap Constantine, Gerren for the South); 552—598) — король Думнонії (560—598).

## Біографія
Геррен був сином короля Думнонії Костянтина Шотландського (мученика), який залишив йому престол в 560 році.
У зв'язку з тим, що Геррен і його брат Бледрик були малолітніми дітьми, правління королівством опинилося в руках регента, короля Корнубії і Ліонессе Трістана ап Меліодаса.
У роки самостійного правління Геррена ап Костянтина відбулася битва при Деорхамі, в якій він, можливо, брав участь. Валлійська поема «Y Gododdin» стверджує, що Геррен брав участь у битві при Катраєт, в якій він загинув. Його рештки були поховані під пагорбом Карне-Бікон близько Веріана. Археологічні розкопки, зроблені в 1855 році, виявили тут скромні поховання без золота й дорогої зброї.
У деяких місцевостях Британії Геррен (Герріт) шанується як святий.
Геррену ап Костянтину успадковував його брат Бледрик.